# Romanioți
Romanioții sau evreii romanioți (în greacă Ρωμανιῶτες – Rōmaniōtes) sunt o comunitate evreiască cu trăsături culturale distinctive, care a trăit pe teritoriul de azi al Greciei, precum și în zonele învecinate, timp de două milenii. Limba lor se numește ievanică, un dialect al limbii antice grecești. Numele lor derivă din numele vechii populații grecești a Imperiului Bizantin, grecii bizantini, care se numeau Romaioi. Până la cel de-al doilea război mondial, comunități relativ numeroase de romanioți trăiau în Teba, Ioannina, Arta, Corint, precum și în insulele Lesbos, Chios, Samos, Rodos, și în Cipru. Romanioții erau, inițial, o populație complet deosebită de evreii sefarzi, care au pătruns în Grecia după 1492, odată cu emiterea Decretului de la Alhambra, prin care fuseseră expulzați evreii din Spania. Ulterior însă s-au contopit cu aceștia din urmă. Majoritatea populației evreiești din Grecia a pierit după ocuparea țării de către puterile Axei, fiind deportată. Marea majoritate a rarilor supraviețuitori a imigrat în Israel și în S.U.A.. Astăzi în Grecia, mai trăiesc doar 4500 – 6000 de evrei, (sefarzi și romanioți), din care romanioții sunt îmtr-un număr de sub 1000 de persoane.

## Istorie
Primele referințe privind existența unor evrei în Grecia apar într-o inscripție datând din anul 300 – 250 IC, inscripție găsită la Oropos, un mic orășel pe coastă, între Atena și Beoția, inscripție care se referă la “Moscos, fiul lui Moshion, evreul”, fiind vorba probabil despre un sclav. Romanioții sunt evrei, la origine deosebiți de cei sefarzi și de cei așchenazi. Este posibil ca primii evrei să fi ajuns în teritoriile elenizate (în Antichitate, practic toate coastele și orașele mari ale Imperiului Roman de Răsărit) după zdrobirea revoltelor evreiești anti-romane, prin anul 70 DC.
În sec. 12, Beniamin din Tudela (1130 - 1173) a semnalat prezența unor comunități evreiești în Corfu, Arta, Afilon, Patras, Corint, Teba, Salonic și Drama. Cea mai numeroasă comunitate de evrei a găsit-o în Teba, cu cca. 2000 de membri. Aceștia se ocupau cu precădere cu țesutul, cu vopsirea țesăturilor și cu producția de mătăsuri. Încă de atunci, erau cunoscuți sub numele de romanioți. În insula Creta, evreii se ocupau mai ales cu transportul de mărfuri.
Romanioții aveau obiceiuri și un ritual religios deosebite de cele ale evreilor sefarzi, dar apropiate de cele ale evreilor de rit italian, bazate mai degrabă pe Talmudul din Ierusalim, decât pe cel babilonian. Învățații romanioți au tradus Tanakha în limba greacă. O ediție poliglotă a Bibliei, publicată la Istanbul în anul 1547, are textul evreiesc pe centrul paginii, de o parte textul tradus în Ladino (limba iudeo-spaniolă), de cealaltă parte fiind textul tradus în ievanică.

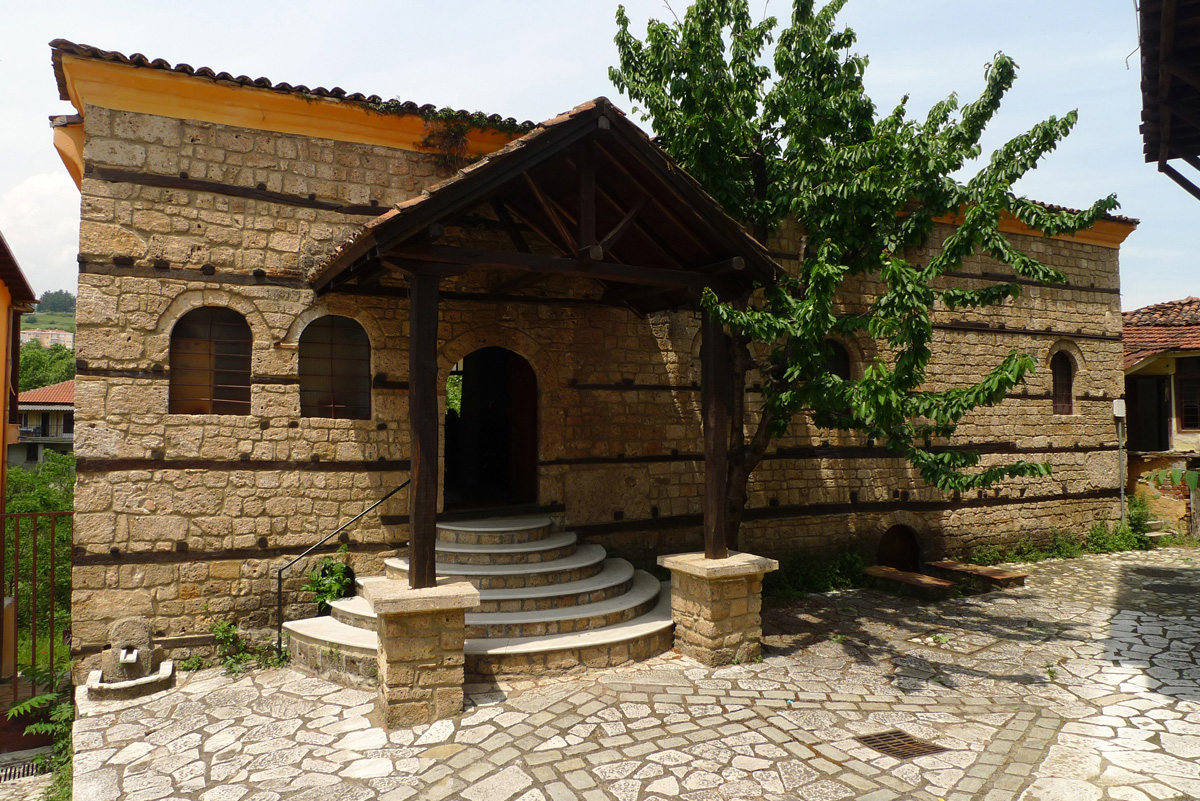
Sinagoga romaniotă din Veria, Grecia.

După 1492, mulți Evrei sefarzi au fost expulzați din Spania. O parte dintre aceștia s-au stabilit în Grecia, pe atunci sub stăpânirea Imperiului Otoman. Acești sefarzi bogați se considerau mai educați și mai cultivați decât evreii romanioți, în consecință, au format comunități complet separate. Limba lor, Ladino (lb. iudeo-spaniolă), era complet diferită de cea ievanică. În Salonic se găsea una din cele mai numeroase comunități evreiești din lume, având o solidă tradiție rabinică. Majoritatea comunității era de rit spaniol (sefard). După sosirea evreilor sefarzi în Grecia, mulți dintre romanioți au fost asimilați de către cei sefarzi.
La începutul sec. 20, comunitatea romaniotă din Ioannina număra cca. 4000 de membri, marea majoritate fiind mici negustori și artizani. Numărul lor a scăzut datorită condițiilor economice, astfel că puțin înainte să înceapă cel de-al doilea război mondial, 1950 romanioți părăsiseră Ioannina. Grupați în zona fortificată a orașului, Kastro, cei rămași au menținut două sinagogi, din care una, Kehila Kedoșa Yașan, există și azi. În Corfu a existat de asemenea o importantă comunitate de romanioți până la începutul sec. 19, după care au fost nevoiți să părăsească insula în urma acuzațiilor de omor ritual.

## În timpul Holocaustului

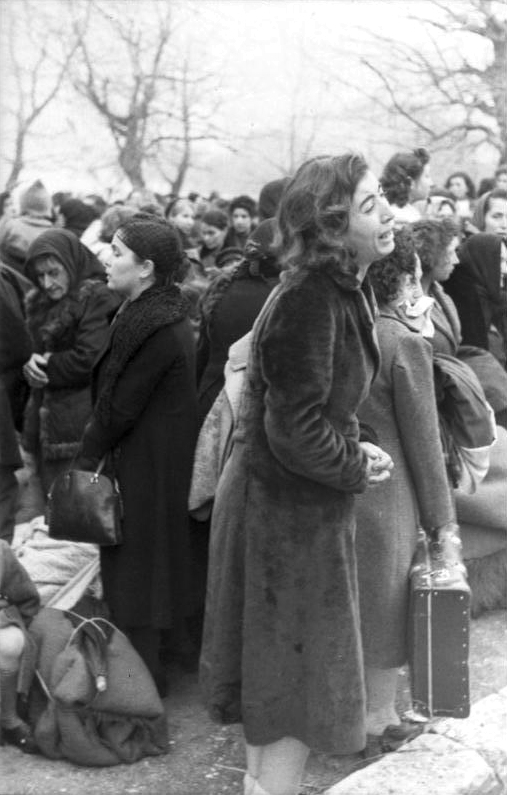
O femeie plângând în timpul deportării evreilor din Ioannina, în 25 martie 1944.

În timpul celui de-al doilea război mondial, în timpul cât Grecia a fost sub ocupație, 86% din evreii aflați în zonele controlate de Germania și Bulgaria au fost deportați, în ciuda eforturilor Bisericii Ortodoxe a Greciei de a-i salva. Mulți evrei s-au ascuns la vecinii lor greci. Peste 49 000 de evrei, atât romanioți cât și sefarzi, au fost deportați numai din Salonic. Mulți romanioți au reușit să scape de deportare, datorită faptului că vorbeau perfect limba greacă, fiind mult mai greu de identificat decât evreii sefarzi, pe care-i trăda accentul. Din Ioannina, au fost deportați între 1860 și 1950 de evrei, din care mulți nu s-au mai întors. După război, odată cu înființarea statului Israel, dar și datorită violențelor și anarhiei din timpul războiului civil, foarte mulți romanioți vor părăsi Grecia pentru a se stabili în Israel și S.U.A., astfel că azi mai sunt doar 1000 în Grecia, plus încă 500 în Turcia.

## În prezent

### Grecia
Astăzi, un număr foarte mic de romanioți mai trăiesc în Grecia. Numărul lor este dificil de estimat, dat fiindcă mulți au adoptat ritul sefard, cum era și cazul celor din Istanbul, Burgas, Varna și Constanța. Se apreciază că din 4500-6000 de evrei de rit sefard și romaniot, cca. 1000 ar fi romanioți. Majoritatea trăiesc în Atena (cca. 3500), alți 1000 în Salonic. Marea majoritate a romanioților trăiesc azi în Statele Unite, cu precădere în New York, și în Israel. Deși mulți dintre ei se identifică drept romanioți, majoritatea au adoptat ritul sefard. Ritul religios romaniot, complet deosebit de cel sefard, nu a supraviețuit, cu excepția doar a câtorva imnuri utilizate de comunitățile din Corfu.

### Ioannina
În Ioannina, comunitatea romaniotă se reduce azi la un număr de cca. 50 de persoane, majoritatea în vârstă. Sinagoga Kehila Kedoșa Yașan este închisă, dar se poate deschide la cerere pentru a fi vizitată. Romanioții plecați se întorc în fiecare vară, cu care ocazie se deschide vechea sinagogă. Ultimul serviciu religios, cu ocazia Bar Mitzvah a avut loc în anul 2000. Sinagoga este situată în vechea zonă fortificată a orașului numită “Kastro”, pe strada Loustinianou nr.16. Numele înseamnă “vechea sinagogă”. A fost construită în 1829, mai mult ca sigur pe ruinele unei alte sinagogi. Arhitectura este tipică pentru epoca stăpânirii otomane, o clădire masivă din piatră. Interiorul este decorat în stil romaniot. Bimah, podiumul de unde sunt citite sulurile sfinte, se găsește pe peretele de la apus, Ark, locul unde sunt păstrate sulurile sfinte, pe peretele de la răsărit, iar pe mijloc este un coridor liber. Numele evreilor romanioți care și-au pierdut viața în timpul Holocaustului sunt gravate în peretele de piatră.

### Atena
Sinagoga Ioanniotiki, situată deasupra birourilor Comunității Evreiești din Atena, pe strada Melidoni nr. 8, este singura sinagogă romaniotă din oraș. Construită în 1906, nu asigură servicii religioase decât cu ocazia marilor sărbători, dar la cerere, se poate deschide pentru vizitatori. 
În 1930, săpături arheologice efectuate în Atena, au condus la descoperirea în vechea Agoră a orașului, la baza dealului Thesion, a ruinelor unei clădiri vechi (Metroon). Arheologul H. Thompson, de la Școala Americană de Studii Clasice din Atena, a afirmat că această clădire ar fi servit drept sinagogă pe la sfârșitul sec. 4 DC (396 – 400), bazându-și teoria pe o bucată mică de marmură găsită în cursul săpăturilor pe care s-au găsit scrijelite două “simboluri iudaice”, dar și pe asemănarea clădirii cu sinagoga din Sardis, din Asia Mică. Teoria este discutabilă, dat fiindcă H. Thompson nu a venit cu suficiente argumente, astfel că originea evreilor romanioți rămâne încă o enigmă.

### Egina

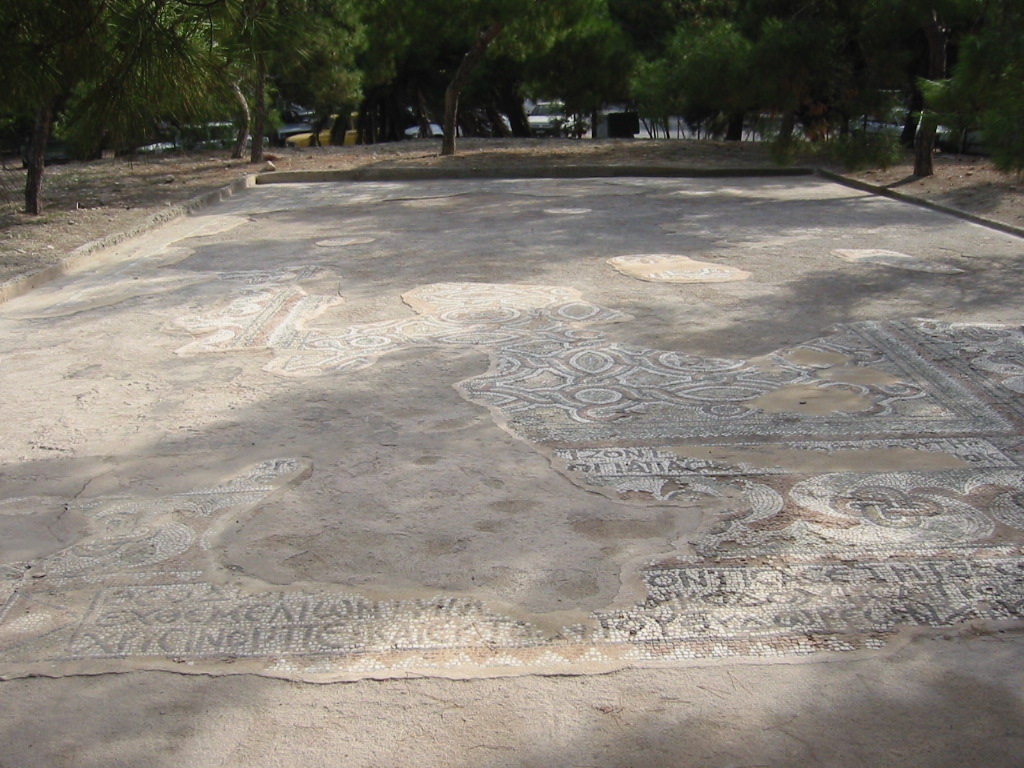
Podeaua de mozaic a unei sinagogi din Grecia - 300 DC, Egina.

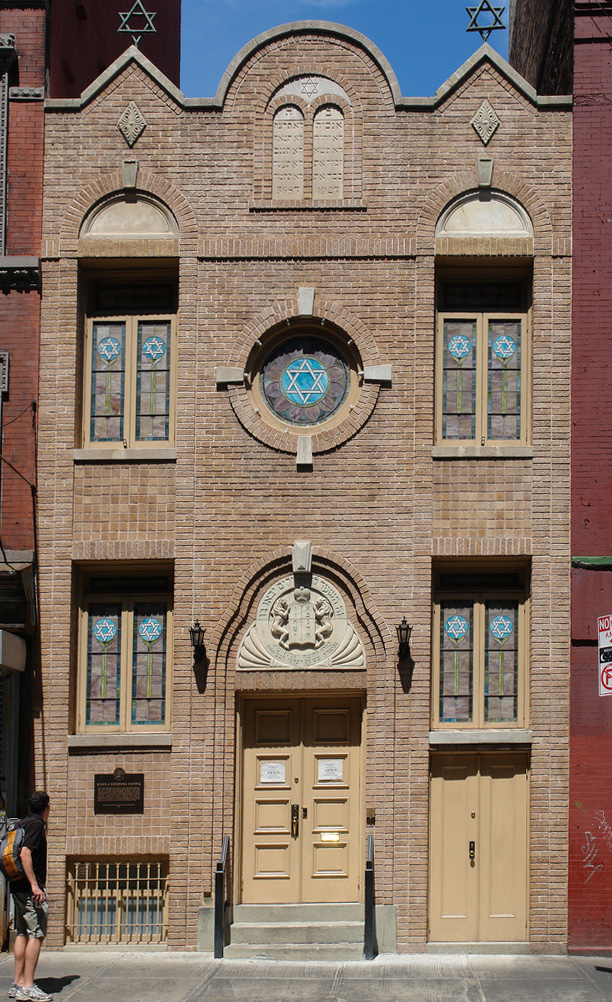
Kehila Kedoşa Ianina, New York.

La o oră distanță de portul din Atena se găsește Egina, unde se poate vizita sinagoga romaniotă. Sinagoga a fost descoperită în 1829 în Egina, în apropierea fostului port militar. Inițial, sinagoga a fost descoperită de istoricul german Ludwig Ross, de la curtea împăratului Otto. Podeaua a fost acoperită pentru a fi protejată, fiind studiată ulterior de mai mulți arheologi, printre care Thiersch în 1901, Furtwängler în 1904, E. Sukenik în 1928, și în fine, Dr. G. Welter în 1932. Alte studii au fost efectuate de către Serviciul Arheologic Național. În baza calității mozaicului utilizat la realizarea pardoselii, se presupune că sinagoga a fost ridicată în 300 – 350 DC, fiind utilizată până în sec.7. Mozaicul multicolor creează impresia unui covor, printr-un model geometric de albastru, gri, roșu și alb. Au fost descoperite și două inscripții în limba greacă deasupra intrării, situată pe peretele dinspre apus al clădirii. Astăzi, în sinagogă a rămas doar o parte din pardoseala inițială cu mozaic, restul a fost mutat din locația inițială, în curtea muzeului arheologic al insulei.

### Statele Unite
O singură sinagogă romaniotă funcționează în întreaga emisferă vestică, respectiv Kehila Kedoșa Ianina, în 280 Broome Street, situată în zona Lower East Side din Manhattan, care este utilizată de comunitatea romaniotă. Ea dispune de o listă de cca. 3000 de familii romaniote din zona metropolitană. Cu toate acestea, niciodată nu s-a atins cvorumul, chiar și în timpul marilor sărbători religioase. Duminicile, sinagoga este deschisă publicului pentru vizitare.

### Israel
Foarte mulți din romanioții din Israel locuiesc în Tel Aviv. În Israel există două sinagogi romaniote: Sinagoga Zakynthos din Tel Aviv, și sinagoga Yanina din Ierusalim.

## Romanioții în România
Primii evrei din Țările Române au fost evreii romanioți. Călătorul evreu Beniamin din Tudela (1130 - 1173) povestește că acești evrei se ocupau cu negustoria în porturile Dunării și Pontului Euxin ]. Se presupune că poetul Ion Vinea (1895 – 1964), cu numele real de Ion Eugen Iovanaki, născut în Giurgiu, ar fi fost evreu romaniot.

## Romanioți cunoscuți
- Elijah Mizrachi, „Haham Bași” al Imperiului Otoman.
- Rae Dalven, traducător din poezia modernă greacă.
- Amalia Vaka, interpretă de muzică grecească tradițională din Statele Unite.
- Gabrielle Carteris, actriță.
- Albert Cohen, scriitor elvețian de expresie franceză.[necesită citare]